# Ionia (Schiff)
Die Ionia war ein 1921 in Rostock gebautes Dampfschiff, das im nördlichen Skagerrak am 11. April 1940 von einem britischen U-Boot torpediert wurde und am Folgetag versank.

## Das Schiff
Das Dampfschiff Ionia lief am 17. Dezember 1921 bei der Schiffswerft und Maschinenfabrik „Neptun“ vom Stapel und wurde 1922 fertig gebaut. Das Schiff wurde ursprünglich als Elbrus für die Deutsche Levante-Linie geplant und bereits 1915 in Auftrag gegeben. Schließlich wurde es mit der Bau-Nr. 362 am 23. März 1923 an die HAPAG übergeben. Es war 107,18 Meter lang und 14,73 Meter breit und hatte einen Tiefgang von 6,75 Meter. Vermessen war das Schiff mit 3102 BRT / 1789 NRT. Der Antrieb war eine Dreizylinder-Dampfmaschine mit 1550 PSi. Die Ionia lief mit einer Antriebswelle und Schiffsschraube max. 10 Knoten.

## Geschichte und Untergang
1940 wurde das Schiff im Rahmen des Unternehmens Weserübung mit der 1. Seetransportstaffel nach Oslo geschickt. Am 11. April 1940 wurde es morgens um 7:55 Uhr circa 10 Seemeilen südlich des Oslofjords 58° 30′ N, 10° 35′ O von dem britischen U-Boot Triad torpediert. Neben 34 Seeleuten befanden sich 96 Soldaten, zwei 10,5-cm-Haubitzen, Einheiten des Artillerie-Regiments Nr. 234, 135 Pferde, 80 Fahrzeuge und 372 Tonnen Zuladung an Bord. Mit Hilfe der Vorpostenboote V 705, V 707 und V 708 konnten 130 Personen gerettet werden. Gegen Mittag trafen die Boote V 702, V 703 und V 706 zur weiteren Unterstützung ein und begannen, das Schiff in Richtung Larvik abzuschleppen. Es wurde aber noch mehrfach angegriffen und hatte stark Wasser genommen. Am Folgetag sollten Sicherungsleinen angebracht und noch überlebende Pferde versorgt werden. Bei dem Versuch brach ein Schott und das Schiff versank in kürzester Zeit auf 70 Meter Tiefe.